# مور (رود)
مور نام رودی است در ایالت بادن-وورتمبرگ در کشور آلمان و یکی از شاخه‌های راست رود نکار است. نام این رود از نام شهری کوچک در کنارهٔ آن با نام مور گرفته شده‌است. همچنین،ناحیه رمس-مور، نام خود را از نام این رود و رود رمس که موازی با رود مور در این ناحیه حرکت می‌کند، گرفته‌است.
سرچشمه این رود حدودا در ۴ کیلومتری شهر کوچک مورهارت است. پس از اینکه این رود از مورهارت گذشت، پس از طی ۷ کیلومتر دیگر به سولزباخ آن در مور می‌رسد. در شمالی‌ترین نقطه، رود لاوتر که جزء مور است از شهر اشپیگلبرگ می‌آید و به مور می‌پیوندد. سپس رود مور از شهرهای اوپن ویلر و باکنانگ می‌گذرد و در اینجا دره تنگ آن شروع به
عریض شدن می‌کند. از جمله شهرهای دیگری که این رود از آن‌ها عبور می‌کند،بورگستال آن در مور،کیرشبرگ آن در مور،اشتاینهایم آن در مور و خود شهر مور است،
که در ناحیه لودویگسبورگهستند.